# Begraafplaats van Gavere
De Begraafplaats van Gavere, is een gemeentelijke begraafplaats  gelegen in de Belgische gemeente Gavere (provincie Oost-Vlaanderen). Ze ligt 1200 m ten noordoosten van het centrum (Markt). De plattegrond van de begraafplaats bestaat uit een cluster van zeshoekige perken waarin de graven zijn aangelegd.

## Militair ereperk

### Belgische graven
Aan de toegang liggen twee perken met de graven van 48 oud-strijders uit beide wereldoorlogen. Een monument in de vorm van twee betonnen zuilen staat er centraal opgesteld. 

### Brits graf
Hier ligt ook het graf van Charles William Bull, sergeant bij het Royal Tank Regiment. Hij sneuvelde op 7 september 1944 bij de verdediging van de brug over de Schelde. Zijn graf wordt onderhouden door de Commonwealth War Graves Commission en is daar geregistreerd als Gavere Communal Cemetery.

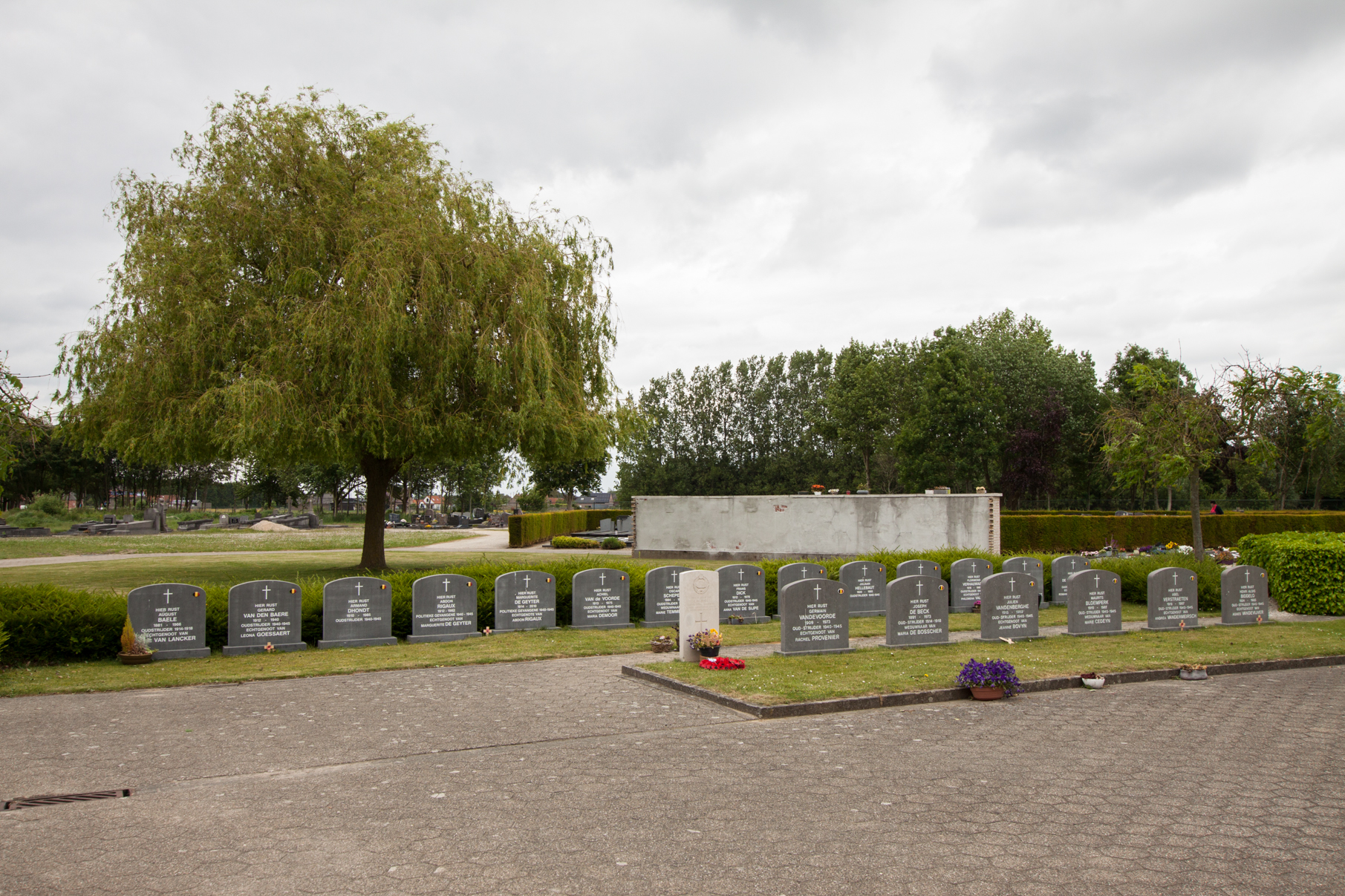
Militair perk